# Дидоренко, Дмитрий Витальевич
Дми́трий Вита́льевич Дидо́ренко (род. 17 декабря 1967, Харьков, УССР, СССР) — украинский слепой художник (потерял зрение в 23-летнем возрасте результате несчастного случая), создатель собственной уникальной технологии рисования.

## Биография
Получил образование в Харьковском художественно-промышленном институте по специальности художник-конструктор. Дмитрий начал рисовать с раннего детства. Уже в годы учёбы в институте выходил на улицы Харькова и Крыма со своим творчеством. К 1991 году состоялся как акварелист городского пейзажа, продав и распространив около 700 акварелей.
Летом 1991 года, участвуя в поисковой экспедиции, подорвался на немецкой мине времён Великой Отечественной войны. Был тяжело ранен, контужен, полностью утратил зрение.
Для реабилитации художнику потребовалось четыре месяца, и уже 31 октября 1991 года им было создано первое произведение при полной потере зрения.
Безвыходная ситуация вынудила мастера изобрести свою уникальную технологию создания произведений станковой графики при отсутствии зрения — «технику Impossible». Годами она оттачивалась и усложнялась. Теперь в картине используется до трёх тысяч оттенков цвета, становится доступной любая сложность композиции.

### Техника Imposible
Для получения результатов автор выклеивает из бумаги одноразовую сложную систему лекал-трафаретов, фиксирует конструкцию на ребре планшета, используя их, убирая и заменяя другими. В свободные окошки среди выклеенных силуэтов наносится пигмент поролоновой губкой. Цветовое решение композиции колорист составляет, используя около тысячи баночек, расставленных в коробках. Мерной ложкой и кистью производится точная дозировка и расфасовка краски по коробкам. В каждой коробке находится по 12 оттенков учтённого цвета, остающихся в памяти художника.
На одно произведение уходит от 230 до 650 рабочих часов.

За четверть века автор участвовал в более чем 60 общих и персональных выставках. Картины находятся в 19 странах мира, а также в коллекциях Харьковского и Донецкого художественных музеев, в других галереях и частных собраниях. В домашнем архиве художника около 700 публикаций в газетах, журналах, альманахах, справочниках, каталогах, наборах открыток. Существует большое количество съёмок и записей, документальных фильмов, видеоочерков, материалов для новостей различных телеканалов и радиопередач. 